# Danh sách đảo Azerbaijan
Azerbaijan có nhiều đảo dọc theo bờ biển Biển Caspi. Hầu hết thuộc Quần đảo Baku.

## Quần đảo Baku
- Böyük Zirə hoặc Nargin
- Daş Zirə hoặc Vulf
- Qum hoặc Peschany
- Tava hoặc Plita

### Các đảo nằm ngoài vịnh
Những đảo này được tách ra khỏi nhóm chính:
- Sangi Mugan hoặc Svinoy
- Zenbil hoặc Duvanni
- Chikil hoặc Oblivnoy
- Qara Su hoặc Los
- Xara Zira hoặc Bulla
- Qutan và Quần đảo Baburi hoặc Podvodnyye
- Adsiz Ada, Dasli Ada hoặc Bezymyannyy
- Gil hoặc Glinyanyy
- Kura hoặc Kurinsky
- Kura Rock hoặc Kurinsky Kamen

## Không thuộc quần đảo Baku
- Chilov
- Pirallahi hoặc Artyom